# Zračni brod
Zračni brod je upravljiva zračna letjelica lakša od zraka (aerostat) s vlastitim pogonom, kadšto se kaže i dirižabl. Čini ga tijelo aerodinamičkoga vretenasta oblika od tekstilne ili limene ovojnice, koja se isprva ispunjavala vodikom, a danas se puni helijem ili vrućim zrakom. Tijelo može biti s krutom potkonstrukcijom, koja mu daje stalan oblik bez obzira na okolne uvjete, ili bez takve konstrukcije, kada se oblik zadržava nadtlakom plina unutar tijela. Zračni brod opremljen je i motorom s propelerom, sustavom za upravljanje s aerodinamički oblikovanim pokretnim plohama, te gondolom s prostorom za posadu i putnike. Zračni brodovi pojavili su se potkraj 19. stoljeća kao prve upravljive zračne letjelice. U njihovu je razvoju bio ključan rad hrvatskog inženjera Davida Schwarza, koji je 1896. konstruirao prvi zračni brod krute konstrukcije. Otkupivši Schwarzove nacrte, na temelju njegovih tehničkih rješenja svoje je letjelice gradio Ferdinand von Zeppelin, koji se nepravedno smatra ocem zračnih brodova krute konstrukcije, a koji se gdjekad nazivaju cepelinima. Nakon početnoga razdoblja primjene u vojništvu i zračnom prijevozu putnika, zaredale su katastrofe takvih brodova s ljudskim žrtvama (na primjer zračnoga broda Hindenburg, 1937.), pa se za te namjene dulje vrijeme nisu upotrebljavali. Danas se rabe u reklamne i turističke svrhe, katkad i za snimanja ili istraživanja iz zraka, prijevoz tereta, a istražuju se i druge mogućnosti njihove primjene.

## Aerostat
Aerostat je šuplja letjelica od lagana materijala, ispunjena toplim zrakom ili plinom lakšim od zraka (najčešće helijem ili vodikom), što joj omogućuje da lebdi u zraku. Upravljivi aerostat (s motornim pogonom) naziva se zračni brod ili dirižabl; neupravljivi aerostat (bez pogona ili s pomoćnim motornim pogonom) naziva se balon.

### Balon
Balon (franc. ballon < tal. pallone: lopta, dijalektalno ballone) je šuplja letjelica od lagana materijala, bez vlastita pogona (ili samo s pomoćnim motornim pogonom) i s ograničenom mogućnošću upravljanja (upravljivi balon s motornim pogonom naziva se zračni brod ili ponekad dirižabl). Ispunjen je plinom lakšim od okolnoga zraka, a to mu omogućuje lebdenje u Zemljinoj atmosferi. Plin se nalazi unutar nepropusna višeslojnog spremnika od balonskoga tekstilnog materijala, gume ili plastične folije, o kojem na mreži i užetima visi košara (gondola) za smještaj posade i opreme. Osim balona, koji je kao nosač mjernih instrumenata za ispitivanje nižih zračnih slojeva dugačkim čeličnim užetom vezan za tlo, baloni se mogu dizati, spuštati i letjeti nošeni zračnim strujama (takozvani slobodni baloni). Balon punjen plinom lakšim od zraka (vodik ili helij) diže se odbacivanjem nekorisna tereta (balasta), a spušta se ispuštanjem plina kroz ventil na vrhu spremnika. Drukčiji je balon koji se diže tako što se spremnik puni toplim zrakom, a to se postiže izgaranjem ukapljenog propana u gorionicima smještenima ispod donjeg otvora spremnika. Balon se održava u zraku povremenim paljenjem plamena, a spušta se hlađenjem zraka zbog prestanka zagrijavanja.

## Vanjske poveznice
- Zračni brod Hrvatska tehnička enciklopedija, portal hrvatske tehničke baštine. LZMK